# Бавачката Макфий и Големият взрив
„Бавачката Макфий и Големият взрив“ (на английски: Nanny McPhee and the Big Bang) е комедия от 2010 година на режисьора Сузана Уайт, продуциран от Тим Беван, Ерик Фелнър и Линдзи Доран. Продължение е на филма „Бавачката Макфий“ от 2005 г. Сценарият е адаптация на поредицата книги „Бавачката Макфий“ на Кристиана Бранд. Томпсън се завръща с ролята си на Бавачката Макфий, като във филма също участват Маги Джилънхол, Ралф Файнс, Рис Айфънс, Юън Макгрегър, Ейса Бътърфийлд и Маги Смит. Филмът е пуснат на 20 април 2010 г. от Universal Pictures.
Филмът получава положителни рецензии от критиката и печели 93,2 млн. долара при бюджет от 35 млн. долара. Филмът е пуснат на DVD и блу рей във Великобритания на 19 юни 2010 г.

## Актьорски състав
| Актьор              | Роля                 |
| ------------------- | -------------------- |
| Ема Томпсън         | Бавачката Макфий     |
| Маги Джилънхол      | Изабел Грийн         |
| Рис Айфънс          | Фил Грийн            |
| Ейса Бътърфийлд     | Норман Грийн         |
| Лил Уудс            | Мегси Грийн          |
| Оскар Стийр         | Винсънт Грийн        |
| Ерос Влахос         | Сирил Грей           |
| Роузи Тейлър-Ритсън | Силия Грей           |
| Маги Смит           | Агата Роуз Дохърти   |
| Юън Макгрегър       | Рори Грийн           |
| Ралф Файнс          | Лорд Грей            |
| Сам Кели            | Алгърнън Дохърти     |
| Синеад Матюс        | Мис Топси            |
| Кати Бранд          | Мис Търви            |
| Бил Бейли           | Фермерът МакРийди    |
| Нонсо Анози         | Сержант Ралф Джефрис |
| Даниел Мейс         | Бленкинсоп           |
| Ед Стопард          | Лейтенант Адис       |
| Тоби Седжуик        | Вражески пилот       |

## В България
В България филмът е пуснат на DVD на 24 януари 2011 г. от „A+ Филмс“.